# Catedral de Nuestra Señora de Chiquinquirá (Sonsón)
La Catedral de Nuestra Señora de Chiquinquirá es una iglesia catedralicia de culto católico bajo la advocación de la Virgen de Chiquinquirá. El templo se encuentra ubicado en el costado occidental de la Plaza Principal "Ruiz y Zapata" del municipio de Sonsón, y es la sede madre de la Diócesis de Sonsón-Rionegro, aunque comparte su jerarquía con la Cocatedral de San Nicolás el Magno, en Rionegro (Antioquia).

## Historia
En septiembre de 1795, los habitantes del incipiente poblado (establecido en 1791) que precedió la fundación definitiva, solicitaron en carta al gobernador de la provincia de Antioquia, Francisco Baraya y la Campa, que se les nombrara cura, sin éxito; tiempo después dicho poblado desapareció. La fundación definitiva de Sonsón sucedió 4 de agosto de 1800, ese mismo día se trazó el marco de la plaza principal definiéndose el emplazamiento de la iglesia, que prontamente inició con una modesta construcción. Desde entonces, a medida que se consolidaba la ciudad, se edificaron templos de mayor complejidad y tamaño.
Desde la fundación de la ciudad, se han construido cinco templos en el mismo lugar, cada uno en diferentes materiales; cabe anotar que los primeros cuatro fueron originalmente pensados como templos parroquiales, siendo la iglesia de granito (el cuarto templo) el primero en tener los honores catedralicios, para luego dar paso al quinto y definitivo templo, que a diferencia de los antecesores sí fue pensado desde el comienzo como Catedral.

### Primeros tres templos
El primer templo fue una sencilla capilla de bahareque y paja, la cual fue levantada en el mismo lugar que ocupa la actual catedral. El 21 de noviembre de 1801 fue bendecida por el Padre Ignacio de la Cuesta, Cura de Arma, y el día siguiente el citado sacerdote celebró allí la primera misa. El segundo templo fue iniciado por el Padre José Tomás Henao, cura de Sonsón. Se empezó en 1819 y se terminó dos años después. En vista del progreso de la localidad el Padre Henao empezó en 1829 a edificar el tercer templo, esta vez era un edificio amplio y cómodo; con muros de tapia gruesos y elevados, y los materiales fueron traídos de las montañas vecinas. Le concernió al Pbro. Ramón Hoyos bendecir este templo el día 25 de diciembre de 1852, pues el Padre José Tomás Henao había fallecido el 9 de enero del mismo año.

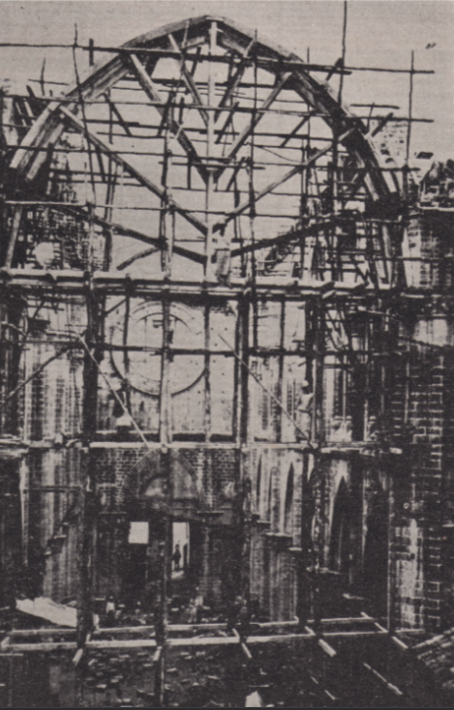
Catedral de granito en construcción hacia 1910.

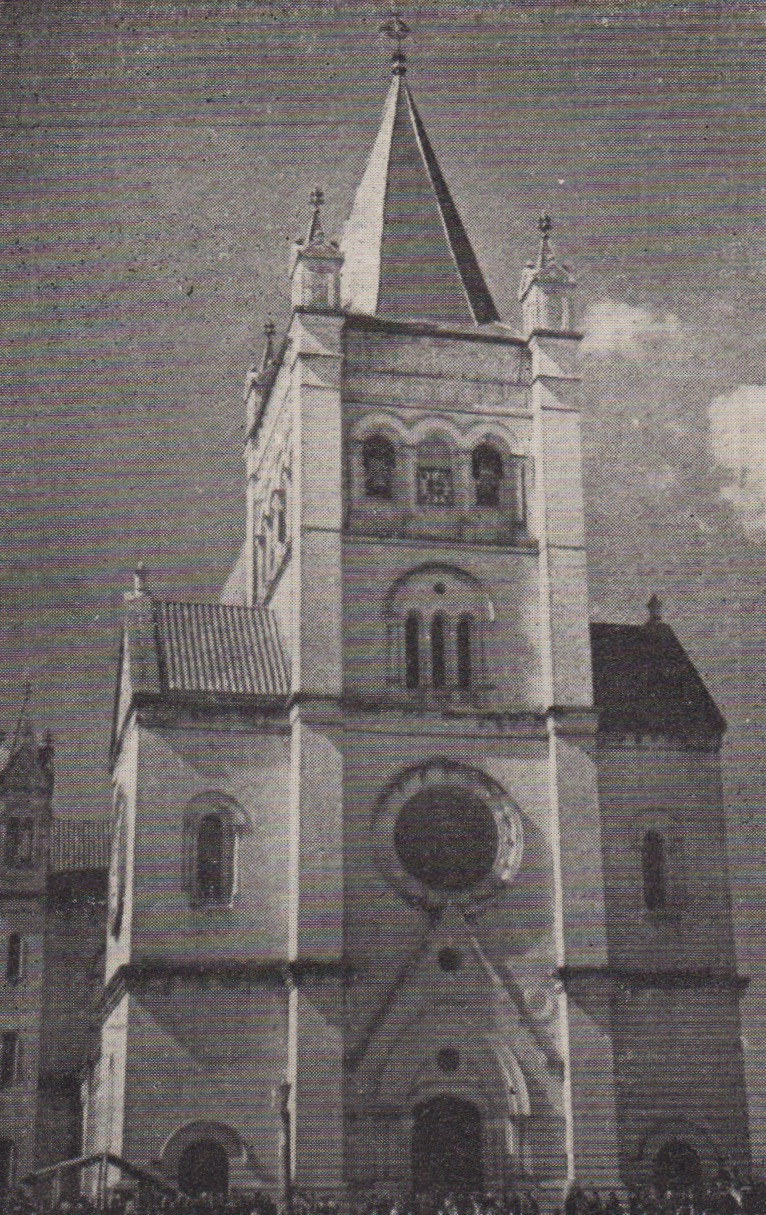
Frontis de la Catedral de granito.

### Catedral de granito
La iglesia de granito fue diseñada por el arquitecto Mariano Sanz de Santamaría, participando en su construcción el también arquitecto Agustín Goovaerts y el ingeniero Heliodoro Ochoa.
El 3 de marzo de 1889 se colocó la primera piedra, y el 5 de diciembre de 1915 se hizo la inauguración de la obra, que aún seguía en construcción. Inicialmente se pensó en edificar el templo en ladrillo, y para el efecto se creó una alfarería y se construyó una gran bodega, sin embargo, por consejo de Mons. Bernardo Herrera, Arzobispo de Medellín, conociendo de las abundantes canteras de piedra de granito de la región, se tomó la decisión de edificarla en ese material.
La construcción de este edificio, constituye uno de los mayores esfuerzos colectivos jamás realizados por la población; las piedras en bruto eran transportadas por los ciudadanos de todas las clases sociales hasta la plaza, en donde los picapedreros las tallaban mientras se construía el edificio; el mármol, traído de Carrara, fue donado por los magnates sonsoneses Lorenzo Jaramillo Londoño, Alejandro Ángel Londoño, José María "Marita"  Uribe Botero, entre otros.
Rápidamente la obra de Sanz de Santamaría se constituyó en el emblema más representativo de la ciudad, formando parte del escudo de Sonsón de manera ininterrumpida desde 1931. El 18 de marzo de 1957, fue creada la Diócesis de Sonsón mediante la Bula “In Apostolici Muneris” del Papa Pío XII, desmembrando su territorio de la Arquidiócesis de Medellín, y el templo fue elevado al rango de “Catedral”.

### Colapso de la catedral
El primer temblor que afectó la edificación sucedió en 1938. En esa oportunidad, se hizo un reforzamiento estructural consistente en una correa metálica que amarraba el edificio en el tramo medio de los muros exteriores.[cita requerida] El segundo temblor de consideración ocurrió el 20 de diciembre de 1961 a las 8:25 de la mañana, con una intensidad de 8 grados en la escala de Mercalli y con una profundidad de 176 km, con epicentro repartido en jurisdicciones de El Santuario, Belalcázar y La Virginia. Este movimiento telúrico destruyó los torreones de la Puerta del perdón de la Catedral hacia la carrera 7.ª, cobrando la vida de varios feligreses que salían del edificio al sentir el temblor. A este sismo siguieron otros dos de poca intensidad, el 18 de febrero y 3 de marzo de 1962.
El 30 de julio de 1962, a las 3:20 p. m. hora local, un terremoto de 6.9 grados, con una profundidad de 69 km. que tuvo como epicentro el municipio de Pueblo Rico (Risaralda) sacudió el municipio, afectando seriamente la catedral, destruyendo específicamente el ábside y la sacristía, cayendo en consecuencia los cielos de concreto del edificio; con lo cual se destruyó completamente el altar en mármol que había sido donado 20 años atrás por Alejandro Ángel, así como numerosos vitrales, mobiliario e imaginería religiosa.  

### Debate post colapso
A pesar de la considerable avería del edificio, era evidente que cerca del 70% seguía en pie, sin embargo hubo un gran debate que dividió a la sociedad entre quienes abogaban por la restauración y quienes postulaban destruir el edificio y levantar una nueva edificación, que en la coyuntura del momento, tendría que seguir los lineamientos dictados por el Concilio Vaticano II. La decisión sobre el futuro de la catedral recayó en los ingenieros, sismólogos, geólogos, líderes cívicos y autoridades eclesiásticas. Evidenciando mediante diversos estudios contratados la imposibilidad de repotenciar el edificio.

“Concienzudos estudios realizados por peritos, exámenes al material practicado con minuciosidad, conceptos de ingenieros, arquitectos, geólogos y sismólogos precedieron a lo que estamos viendo día a día, cuando la pólvora y la pica abren boquetes que falsean y precipitan al espacio las estructuras de lo que fuera nuestra obra máxima, símbolo de fe y de la constancia de un pueblo"
Doctor Daniel Franco Henao, sobre la destrucción de la catedral.

La decisión de demoler la Catedral se apoyó en los estudios realizados por el Banco de la República y el Ministerio de Obras Públicas, Integral Ltda.; y los ingenieros civiles Gabriel Isaza Botero y Arturo López L. Los cuatro estudios, desaconsejaron la reconstrucción de la Catedral coincidiendo en los siguientes puntos
- Uso en el templo de gran cantidad de piedras blandas, no aptas para la construcción.
- Cimientos a profundidades de 5 m.; un tercio de lo necesario para un edificio de sus características.
- Malas prácticas constructivas en la mampostería al no disponer trabas en los bloques de granito y en la combinación de dicho sistema constructivo con el concreto armado en techos.

La decisión final estuvo a cargo del obispo de ese entonces, Mons. Alfredo Rubio Díaz, que secundó el dictamen técnico. El 8 de octubre de 1963, después de 45 años de servicio, se concluyó la demolición de la Catedral de granito. Quedó como conclusión que los errores constructivos provocados por la escasa capacitación de los ejecutores del proyecto condujeron a su fracaso.

### Diseño de la actual catedral

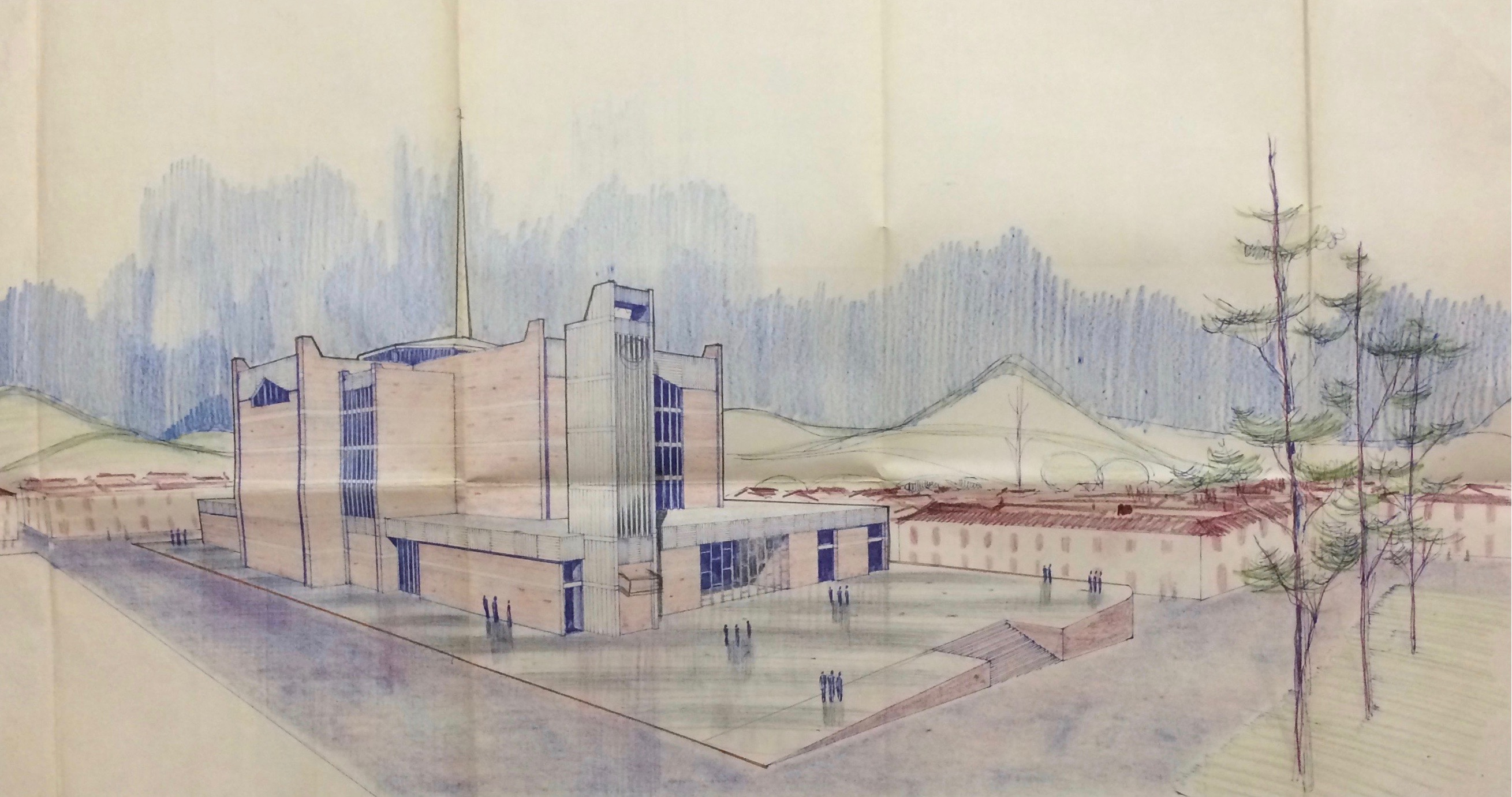
Imaginario del proyecto ganador (1964).

El 8 de octubre de 1963 finaliza la demolición de la catedral de granito, constituyéndose en la primera implosión realizada en el país.
En 1964, concluida la demolición y remoción de escombros, empiezan a tomar forma las primeras propuestas para la Iglesia Catedral; entre ellas, el destacado arquitecto Nel Rodríguez Hauesler, presentó ad honorem una maqueta de su proyecto, que por su sencillez no convenció a la feligresía. Una actualización de la idea original tampoco convenció a la Junta Pro-Catedral constituida con el propósito de gestionar la realización del proyecto, puesto que su diseño altamente vanguardista disonaba del entorno tradicional que tendría la nueva Catedral. Uno de los participantes en la junta de reconstrucción del templo fue el periodista, literato y comerciante Néstor Botero Goldsworthy.
Finalmente, en 1965, los arquitectos Hernando Botero M., Eduardo Vásquez O., y Fernando Isaza G., presentaron en conjunto el proyecto que habría de ser aprobado por el obispo de la diócesis y ejecutado en los años consiguientes. El diseño presentaba las siguientes características:
- Área de construcción: 2.141 m²
- Capacidad de 845 personas sentadas en la parte principal, y 150 en la Capilla del Santísimo.
- Altura: Máxima hasta la cúpula, 38 metros; media de la nave central, 16 metros, mínima en nártex, 4 metros.
- Muros dobles en ladrillo tipo internacional, con losas de concreto y fibrocemento.
- Cielosrasos en madera y pisos en retal de mármol y baldosa. Como altares fueron aprovechados los laterales de la anterior Catedral.[6]

### Reconstrucción

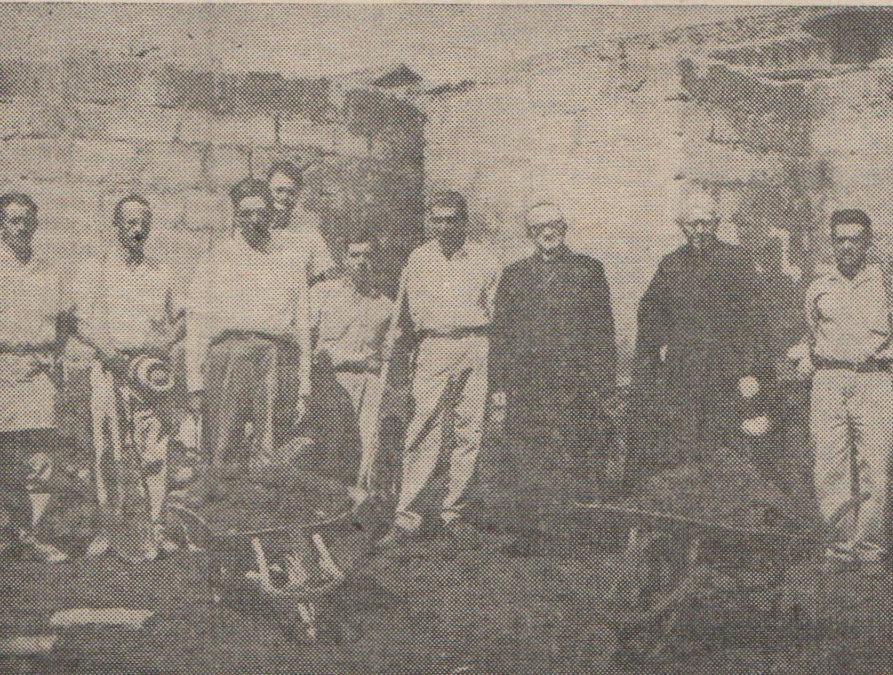
Obreros iniciando las obras de la Catedral en compañía de Mons. Rubio Díaz, Obispo de Sonsón.

El gran sentimiento de pesimismo que embargó a la tras perder la Catedral, el Teatro municipal, parte del cementerio y cerca de 1500 viviendas particulares, se ahondó en la Semana Santa de 1963; momento en el que Mons. Alfredo Rubio Díaz se trasladó, en medio de la tragedia y con todas las oficinas de la Diócesis, al municipio de Rionegro. Esta situación marcó el distanciamiento paulatino de los obispos con la sede madre de la diócesis, y el papel de la Catedral terminó siendo meramente simbólico desde ese año hasta la actualidad.
El 10 de septiembre de 1962, y con el objeto de “planear y ejecutar la reconstrucción material del municipio de Sonsón, su desarrollo cultural, social, económico y urbanístico” nació en Medellín la Fundación pro- reconstrucción de Sonsón, entidad que tuvo entre sus principales tareas la de construir la nueva Catedral de la ciudad, así como numerosas obras de interés de los ciudadanos de Sonsón.
Para la reconstrucción del edificio, y dada su gran calidad artística,  se emplearon diversos elementos recuperados de la antigua catedral con los que se configuró el altar mayor, la capilla del sagrario, entre otros espacios. En el transcurso de la obra, el afán por concluir las obras y los ingresos insuficientes para continuarla, derivaron en importantes variaciones respecto del proyecto original, lo que acentuó el severo contraste entre las fachadas de la colonización antioqueña de la plaza y el frontis modernista de la catedral actual. La construcción finalizó en 1996 con la instalación de los cielos, y en 1997 fue consagrada canónicamente.
Entre los años 2011 y 2012 la catedral sufrió su última intervención importante, siendo revocadas todas las fachadas exteriores ya que el ladrillo presentaba un avanzado estado de deterioro causado por la alta humedad del entorno. En 2016 se realizó la restauración de los vitrales, que datan de los tiempos de la catedral de granito, constituyéndose en un patrimonio artístico de incalculable valor para la ciudad.

### Catedral actual

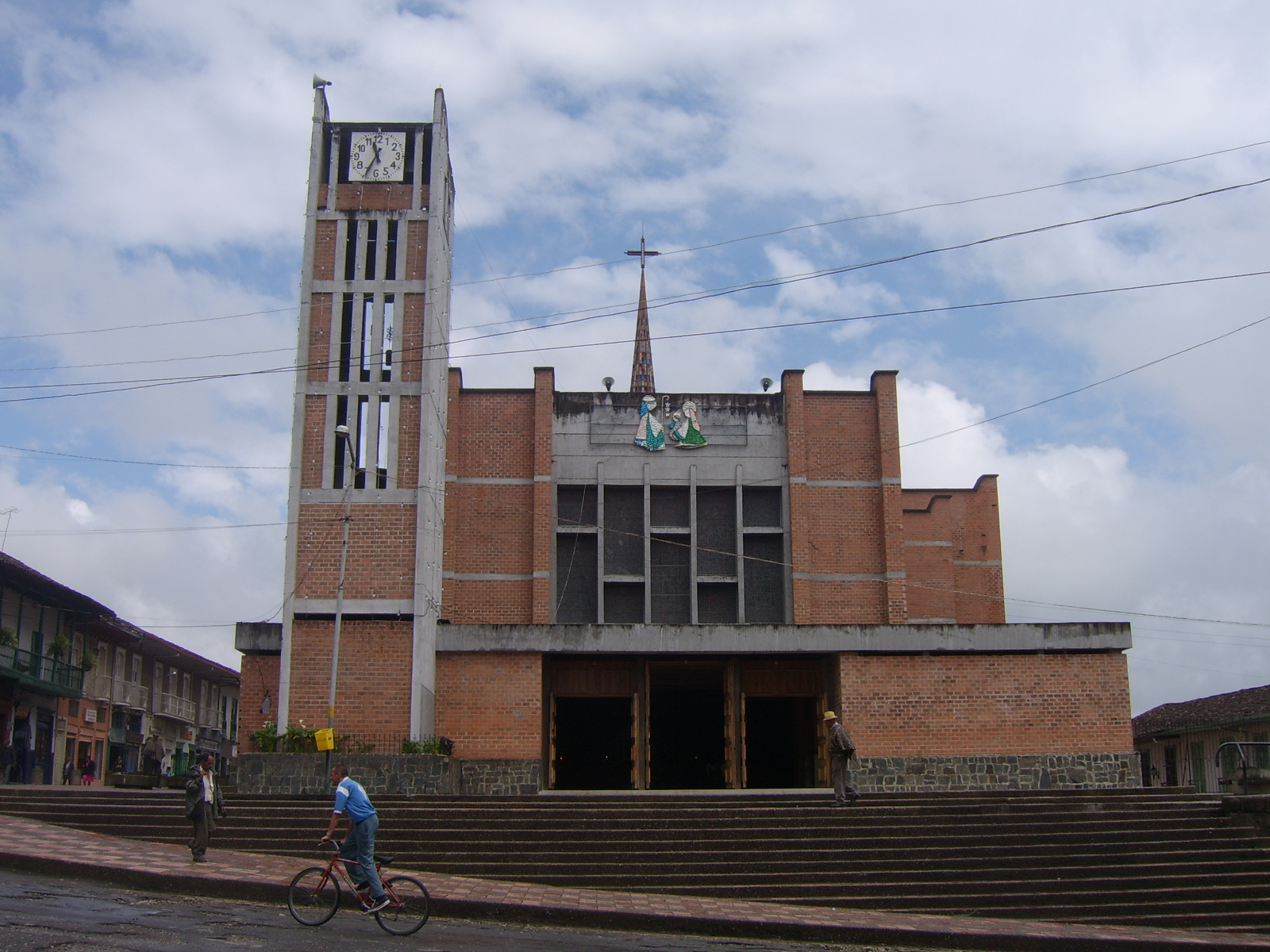
Aspecto de la catedral antes de ser revocada.

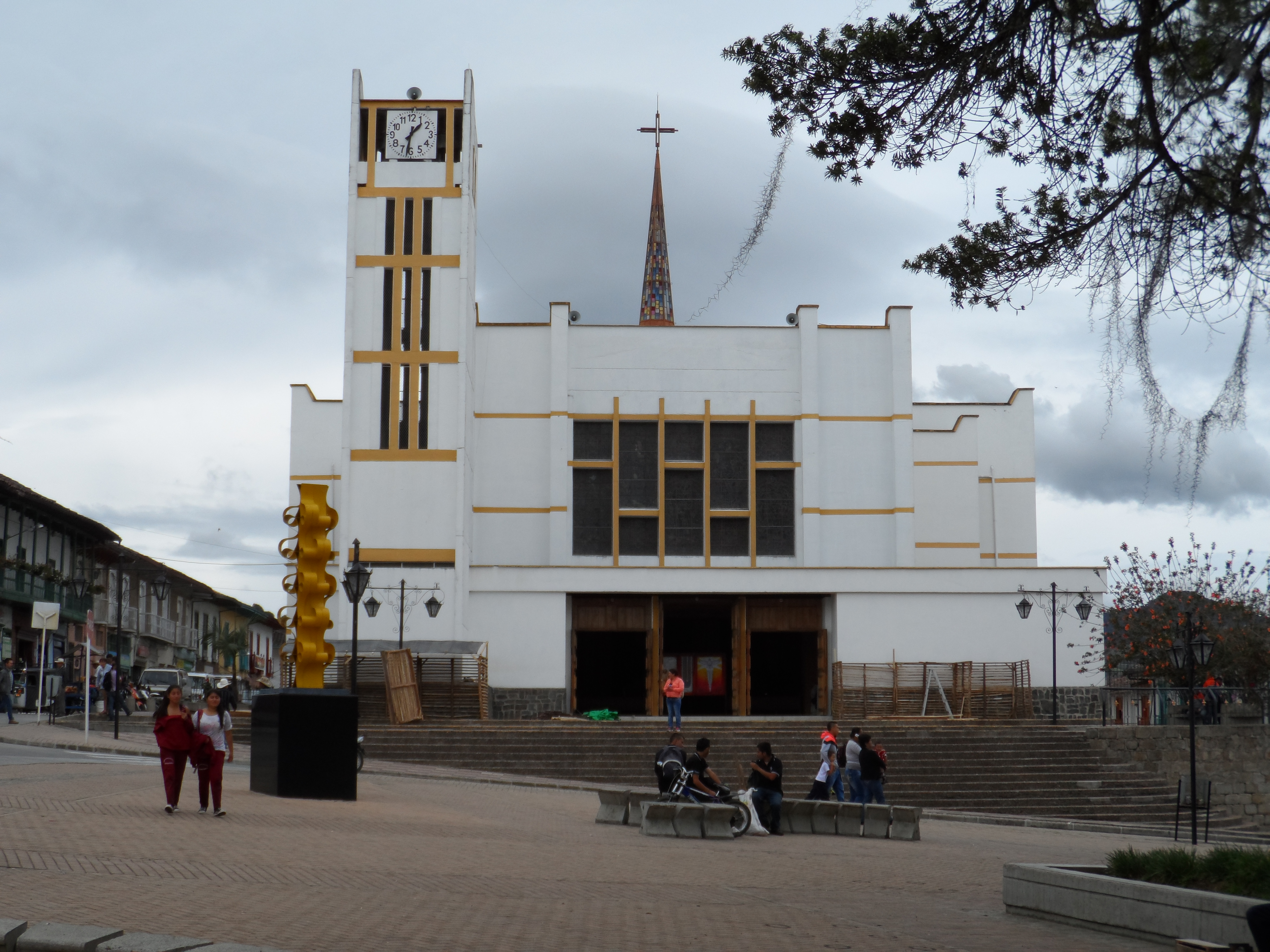
Aspecto de la fachada principal después de ser revocada.

El edificio actual se distribuye en una planta de cruz griega, al ingresar por la puerta principal, se llega al sotacoro, que conecta a cada lado con las naves laterales, que llegan hasta la mitad de la edificación; en estas naves se ubican los confesionarios.
en el transepto se encuentra el altar mayor, a cada lado de este y al frente se encuentran las hileras de bancas para feligresía. Paralelos al altar mayor, en el extremo izquierdo se ubica la pila bautismal; en el extremo derecho está el coro y el órgano.
Después del transepto, dividido por el retablo del altar mayor, se encuentra la capilla del Sagrario, con un altar de menores proporciones para la celebración eucarística con menor cantidad de asistentes. A su lado izquierdo hay una capilla, con un Jesús Nazareno custodiado por otras imágenes religiosas; en el extremo derecho se encuentra la sacristía. A cada lado de la capilla del Sagrario hay accesos a la bodega para almacenar elementos propios de la celebración de las festividades anuales.
En la fachada trasera, por la calle 8a. cuenta con espacios para jardinería que nunca han sido utilizados; a la cripta se accede por el llamado Pasaje del ventarrón, que es un paseo peatonal que separa la Catedral del resto de edificaciones de la manzana, ubicado en el costado occidental de la Plaza.
En alzado, el edificio se desarrolla en dos tramos horizontales, el superior se retrasa en las fachadas frontal y trasera. Los vitrales están modulados en forma de soga vertical y  el campanario, se segrega del volumen principal. La apariencia del conjunto denota una relación horizontal en el paisaje.
Estructuralmente la Catedral está compuesta en sus cimientos por 192 pilotes de 16 m de profundidad y 0,35 m de diámetro; y en la superficie por pórticos de acero recubiertos por mampostería en adobe macizo. En el transepto hay una cúpula achatada, que sostiene una espiga de acero con vitrales rectangulares de colores.

La ornamentación es casi toda compuesta por elementos de mármol, bancas de madera y confesionarios recuperados de la antigua Catedral, que desentonan con el estilo arquitectónico del edificio.[cita requerida]

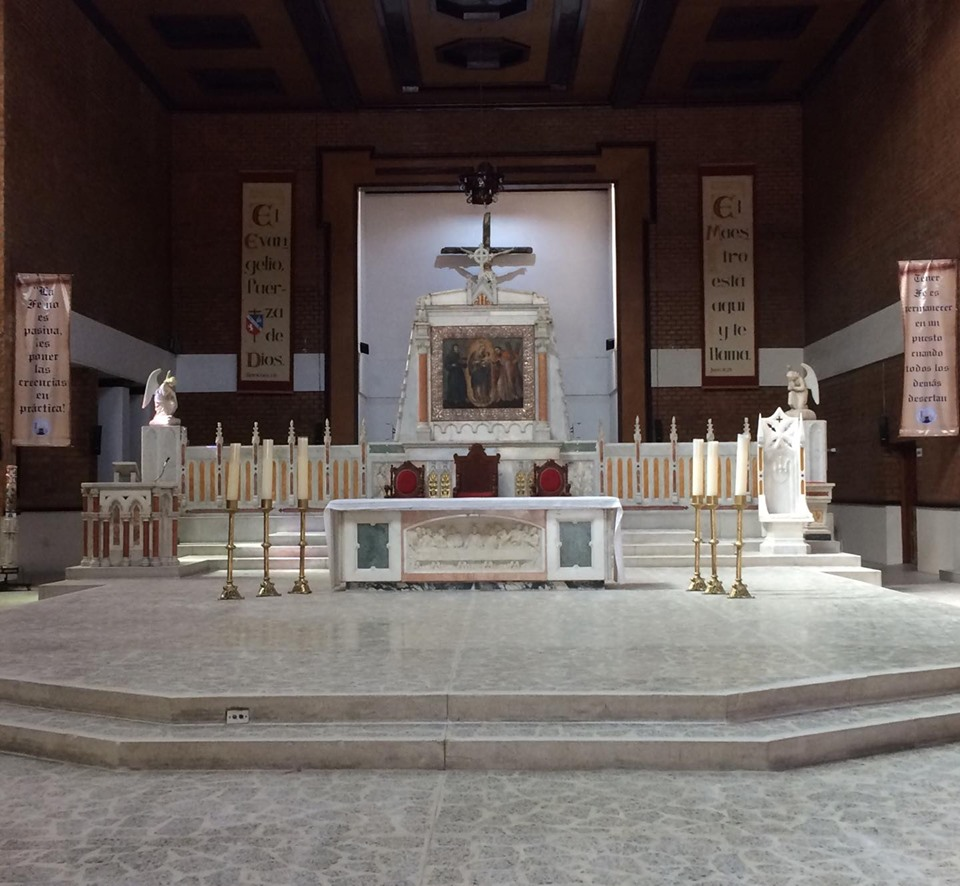
Altar mayor
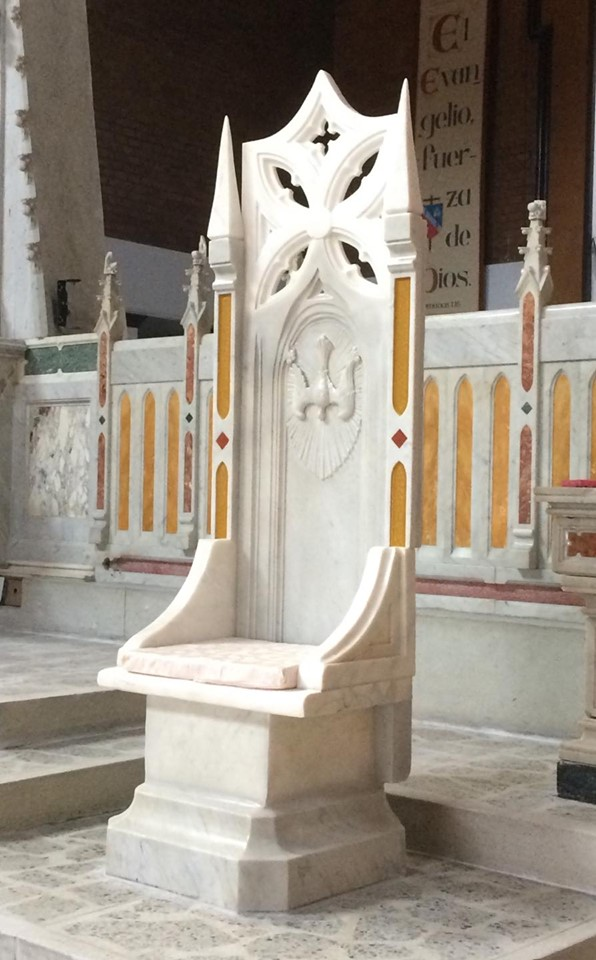
Cátedra episcopal
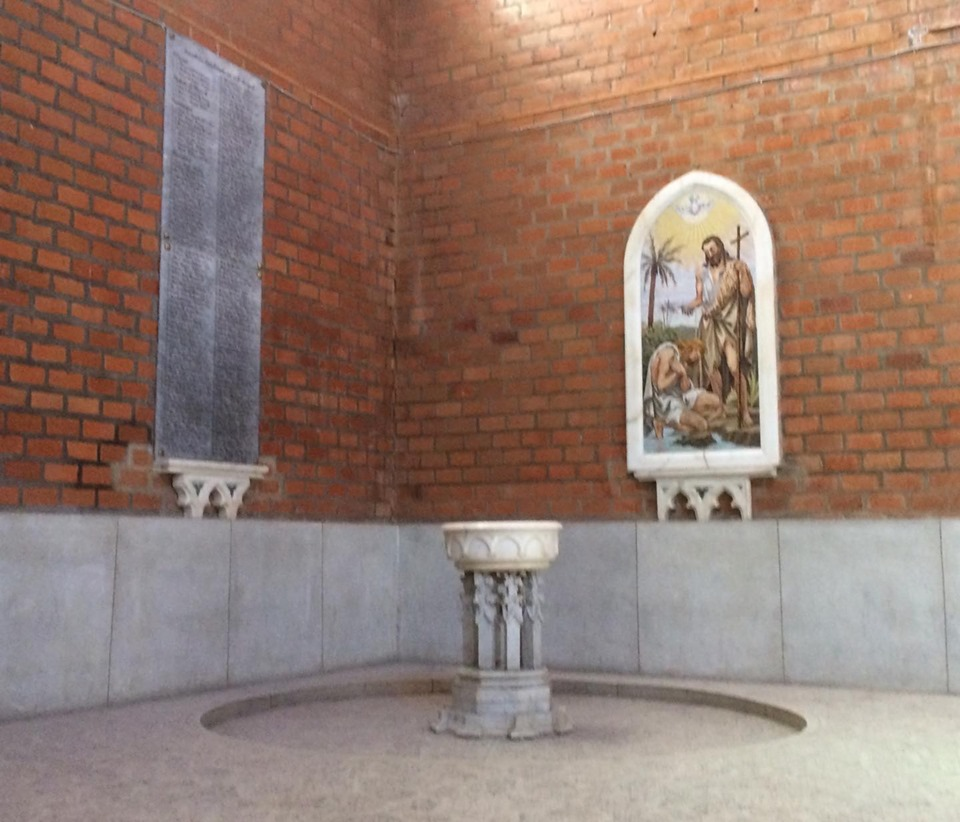
Bautisterio
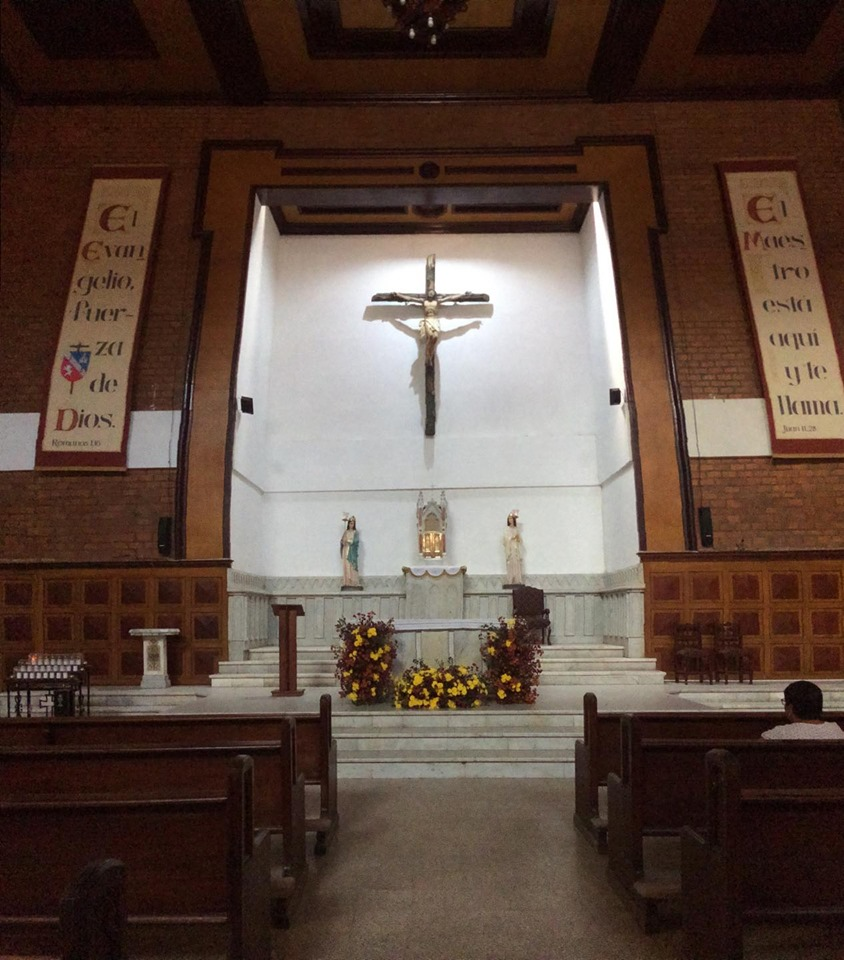
Capilla del Sagrario
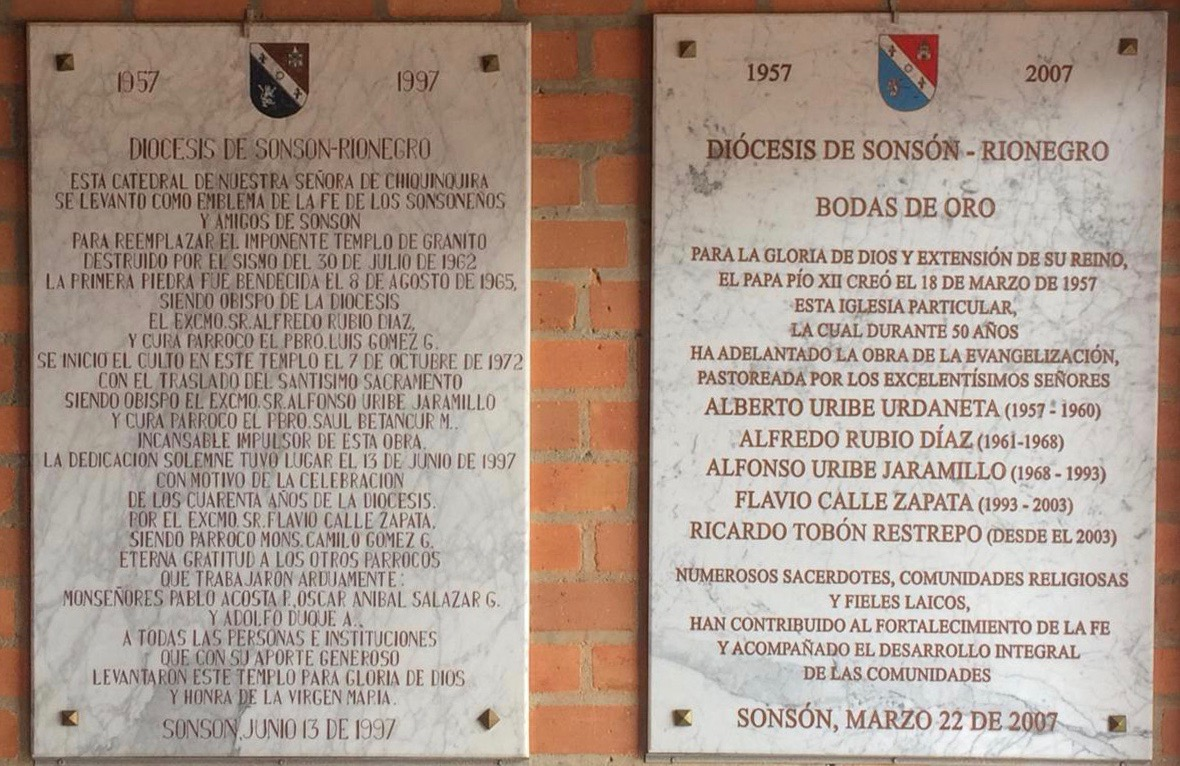
Placas conmemorativas de la Catedral
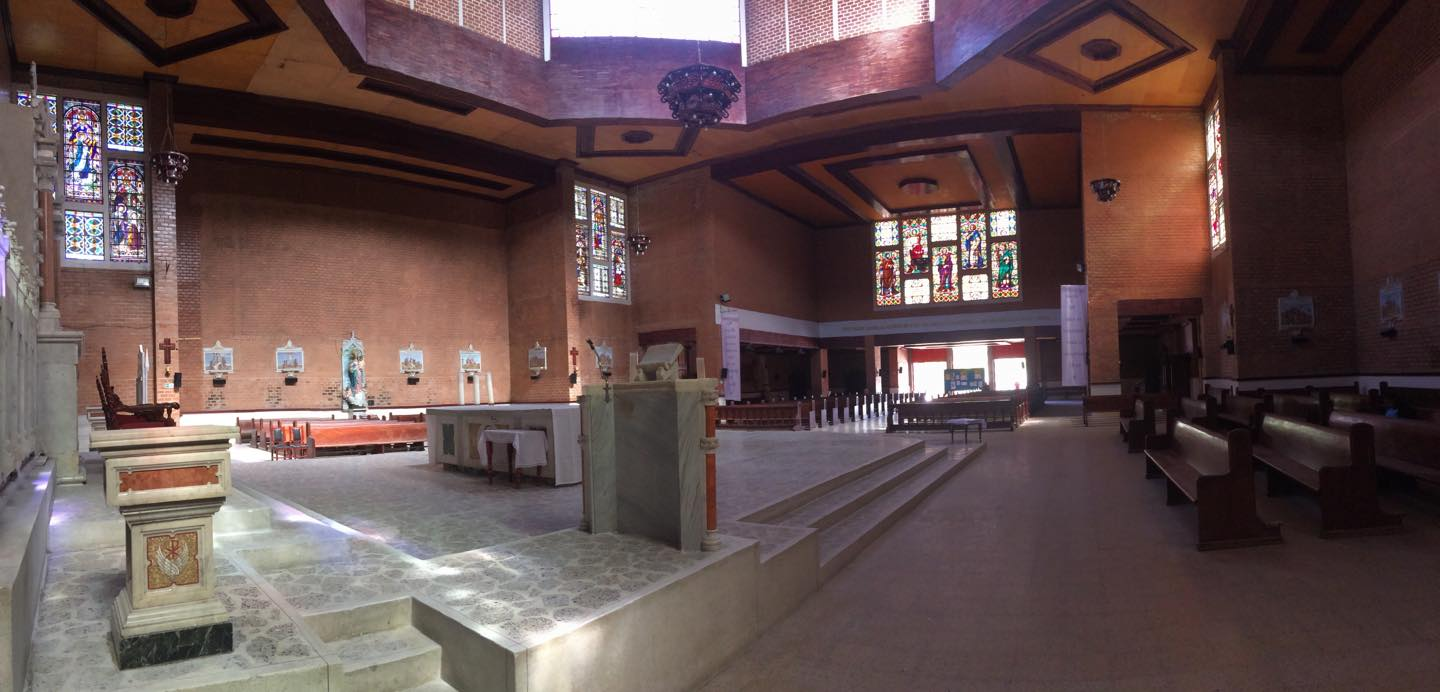
Interior desde el bautisterio
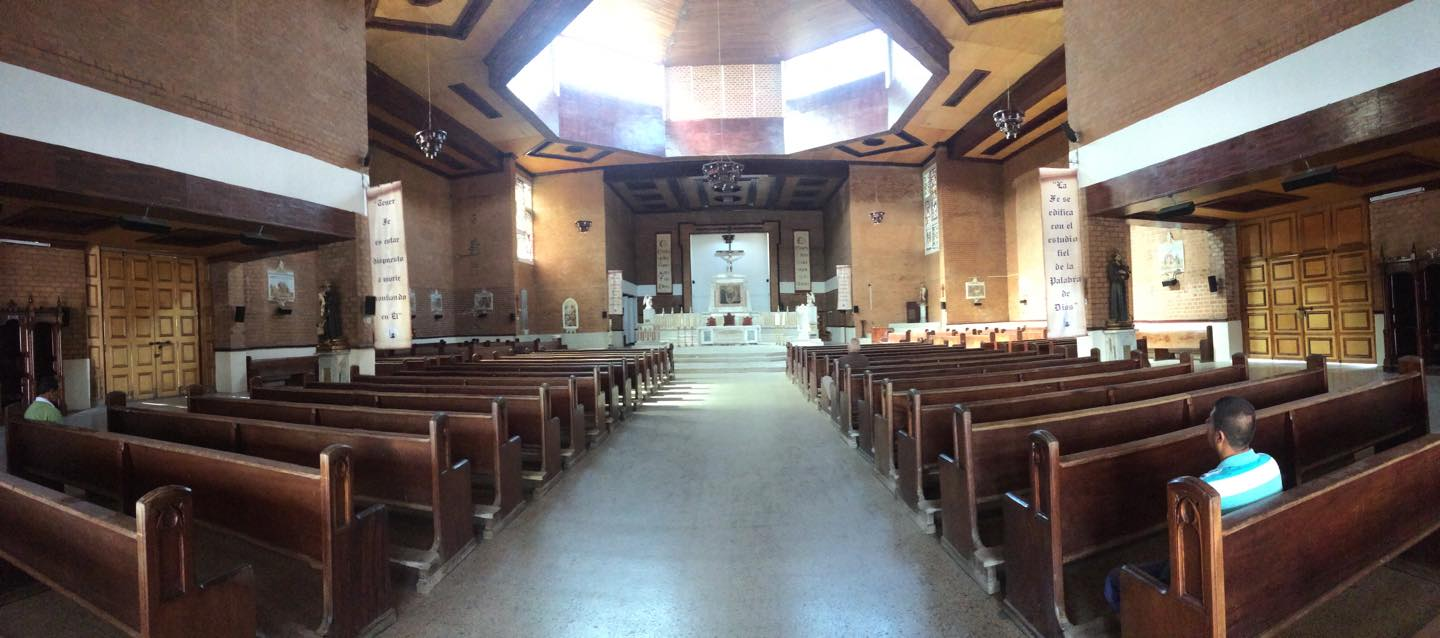
Interior desde el sotacoro